# The 69 Eyes
The 69 Eyes ist eine finnische Dark-Rock-Band mit Einflüssen aus Metal und Gothic Rock.

## Bandgeschichte
The 69 Eyes wurde 1989 als Sleaze- und Garage-Rock-Band in Helsinki gegründet. Durch Auftritte in lokalen Clubs erhielten sie einen Vertrag bei dem finnischen Underground-Label „Gaga Goodies“, bei dem sie 1992 ihr Debütalbum Bump ’n’ Grind veröffentlichten, gefolgt von drei weiteren Alben – Motor City Resurrection, Savage Garden und Wrap Your Troubles in Dreams.
Um 1999 nahm Roadrunner Records die Gruppe unter Vertrag, es folgte das erste international veröffentlichte Album Wasting the Dawn. Die gleichnamige Singleauskopplung, auf der Ville Valo den Backgroundgesang lieferte, wurde ein Hit in Finnland und kletterte bis auf Platz 5 der finnischen Singlecharts.
Im Frühjahr 2000 brachte die Band das Album Blessed Be heraus (produziert von Johnny Lee Michaels). Es wurde das erste Album der Band, das mit Gold prämiert wurde. Die Singles aus diesem Album waren Brandon Lee (Chartplatzierung FIN 2), Gothic Girl (Chartplatzierung FIN 10), The Chair und Stolen Season. Diese brachten der Band erste Erfolge in Deutschland.
August 2000 starteten The 69 Eyes auch ihre erste Europa-Tour, u. a. durch Deutschland, und spielten erstmals auf dem bekannten M’era Luna Festival. Ihr Support auf dieser Tour war die norwegische Band Zeromancer. Im Mai 2001 tourte die Band dann mit Paradise Lost.
Dance d'Amour war im Februar 2002 die erste Singleauskopplung aus dem Album Paris Kills. Diese wurde der bisher größte Erfolg der Band in Finnland und erreichte erstmals Platz 1 der finnischen Charts, wo die Single auch für fünf Wochen blieb. Aber auch das Album selbst wurde zum Erfolg. Es stieg auf Platz 1 der Albumcharts ein und erreichte wie schon die Single Gold-Status. Das Album erreichte später Platin-Status.
Im Frühjahr 2003 spielten sie beim Wave-Gotik-Treffen in Leipzig. Die dritte Auskopplung aus dem Album Paris Kills namens Crashing High erschien im September desselben Jahres. Ende des Jahres 2003 veröffentlichten The 69 Eyes die Best-of-Compilation Framed in Blood – The Very Blessed of the 69 Eyes und die DVD Helsinki Vampires, die u. a. Liveaufnahmen eines Konzertes im Klub „Tavastia“ enthalten.
Anfang 2004 erhielt die Band einen Plattenvertrag bei Virgin Records, wo im Herbst 2004 das Album Devils erschien. Wie zuvor schon Paris Kills erreichte auch Devils Platz 1 der finnischen Albumcharts und erhielt eine Platin-Schallplatte. Die erste Single daraus hieß Lost Boys. Das Video dazu, eine Hommage an den Film The Lost Boys, war das erste Video der Band, das auch außerhalb von alternativen TV-Sendungen zu sehen war. Gedreht wurde es mit Hilfe von Bam Margera, der auch schon an HIMs Video zu Buried Alive By Love beteiligt war.
Die nächsten Jahre verbrachten The 69 Eyes hauptsächlich auf Tour, so 2006 erstmals auch durch die USA, wo sie am 31. März auch einen Auftritt in einer NBC-Show von Carson Daly hatten.
Am 3. März 2007 wurde das Album „Angels“ veröffentlicht, am 21. August 2009 folgte „Back in Blood“. Dieses erreichte wie das Videoalbum Helsinki Vampires Live, die Single Gothic Girl und das Album Framed in Blood Goldstatus.
X (benannt nach der römischen Zahl für „10“) ist das 10. Studioalbum der Band. Laut Jyrki69 kann X aber z. B. auch für Ex-Freundin stehen. Es erschien am 28. September 2012 in Europa und am 9. Oktober 2012 in Nordamerika.
Das 11. Studioalbum Universal Monsters erschien am 22. April 2016. Anschließend folgte eine Europa-Tour, vom 25. April bis 1. Mai 2016 gab die Band sieben Konzerte in Deutschland.
Zum dreißigjährigen Bandjubiläum im Jahr 2019 wurde das 12. Studioalbum West End angekündigt. Es ist am 13. September erschienen, umfasst elf Lieder und auch Gaststars wie Dani Filth, Calico Cooper und Wednesday 13 haben mitgewirkt. Die erste Single trägt den Titel 27 & Done. Der dazugehörige Videoclip zeigt neben der Performance der Band auch Ausschnitte aus dem Horrorfilm The 27 Club (Cleopatra Entertainment), der am 13. Juni 2019 in die Kinos kam. Im November 2019 fand eine Europatournee statt, die auch in neun deutschen Städten Halt gemacht hat.

## Diskografie

### Alben
| Jahr | Titel                                         | Höchstplatzierung, Gesamtwochen, AuszeichnungChartplatzierungen (Jahr, Titel, Platzierungen, Wochen, Auszeichnungen, Anmerkungen) | Höchstplatzierung, Gesamtwochen, AuszeichnungChartplatzierungen (Jahr, Titel, Platzierungen, Wochen, Auszeichnungen, Anmerkungen) | Höchstplatzierung, Gesamtwochen, AuszeichnungChartplatzierungen (Jahr, Titel, Platzierungen, Wochen, Auszeichnungen, Anmerkungen) | Höchstplatzierung, Gesamtwochen, AuszeichnungChartplatzierungen (Jahr, Titel, Platzierungen, Wochen, Auszeichnungen, Anmerkungen) | Anmerkungen                                          |
| Jahr | Titel                                         | FI | DE | AT | CH | Anmerkungen                                          |
| ---- | --------------------------------------------- | --- | --- | --- | --- | ---------------------------------------------------- |
| 1999 | Wasting the Dawn                              | FI24 (1 Wo.)FI | — | — | — |                                                      |
| 2000 | Blessed Be                                    | FI4 Gold · (17 Wo.)FI | — | — | — |                                                      |
| 2002 | Paris Kills                                   | FI1 Platin · (15 Wo.)FI | DE35 (3 Wo.)DE | — | — |                                                      |
| 2003 | Framed in Blood - The Very Blessed Of         | FI6 Gold · (5 Wo.)FI | — | — | — | Best-of-Album                                        |
| 2004 | Devils                                        | FI1 Platin · (17 Wo.)FI | DE91 (1 Wo.)DE | — | — |                                                      |
| 2007 | Angels                                        | FI1 Gold · (13 Wo.)FI | DE46 (2 Wo.)DE | AT66 (1 Wo.)AT | — | Erstveröffentlichung: 5. März 2007                   |
| 2008 | Hollywood Kills – Live at the Whiskey A Go Go | FI19 (4 Wo.)FI | — | — | — | Erstveröffentlichung: 16. Januar 2008 Livealbum      |
| 2009 | Goth’n’Roll                                   | FI18 (19 Wo.)FI | — | — | — | Kompilation                                          |
| 2009 | Back in Blood                                 | FI3 (7 Wo.)FI | DE32 (1 Wo.)DE | — | CH87 (1 Wo.)CH | Erstveröffentlichung: 28. August 2009                |
| 2012 | X                                             | FI4 (8 Wo.)FI | DE47 (1 Wo.)DE | — | CH89 (1 Wo.)CH | Erstveröffentlichung: 28. September 2012             |
| 2013 | The Best of Helsinki Vampires                 | FI13 (5 Wo.)FI | — | — | — | Erstveröffentlichung: 1. November 2013 Best-of-Album |
| 2016 | Universal Monsters                            | FI2 (6 Wo.)FI | DE46 (1 Wo.)DE | — | CH58 (1 Wo.)CH | Erstveröffentlichung: 22. April 2016                 |
| 2019 | West End                                      | FI2 (2 Wo.)FI | DE38 (1 Wo.)DE | — | — | Erstveröffentlichung: 13. September 2019             |
| 2023 | Death of Darkness                             | FI3 (2 Wo.)FI | DE26 (1 Wo.)DE | — | CH29 (1 Wo.)CH | Erstveröffentlichung: 21. April 2023                 |

Weitere Alben
- 1992: Bump ’n’ Grind
- 1994: Motor City Resurrection (Kompilation, Re-Release 2005)
- 1995: Savage Garden
- 1997: Wrap Your Troubles in Dreams

### Videoalben
- 1999: Wasting the Dawn
- 2003: Helsinki Vampires (FI: Gold)
- 2007: Angels (Bonus-DVD der limitierten Album-Variante)
- 2009: Back in Blood (Bonus-DVD der limitierten Album-Variante)
- 2012: X (Bonus-DVD der limitierten Album-Variante)
- 2019: West End (Bonus-DVD der limitierten Album-Variante)

### Singles
| Jahr | Titel Album               | Höchstplatzierung, Gesamtwochen, AuszeichnungChartplatzierungen (Jahr, Titel, Album, Platzierungen, Wochen, Auszeichnungen, Anmerkungen) | Höchstplatzierung, Gesamtwochen, AuszeichnungChartplatzierungen (Jahr, Titel, Album, Platzierungen, Wochen, Auszeichnungen, Anmerkungen) | Anmerkungen |
| Jahr | Titel Album               | FI | DE | Anmerkungen |
| ---- | ------------------------- | --- | --- | ----------- |
| 1999 | Wasting the Dawn          | FI5 (10 Wo.)FI | — |             |
| 2000 | Gothic Girl Blessed Be    | FI10 Gold · (22 Wo.)FI | — |             |
| 2000 | Brandon Lee Blessed Be    | FI2 (14 Wo.)FI | — |             |
| 2001 | The Chair Blessed Be      | FI2 (9 Wo.)FI | — |             |
| 2001 | Stolen Season Blessed Be  | FI6 (4 Wo.)FI | — |             |
| 2001 | Dance d’amour Paris Kills | FI1 Gold · (19 Wo.)FI | — |             |
| 2002 | Betty Blue Paris Kills    | FI5 (10 Wo.)FI | — |             |
| 2003 | Crashing High Paris Kills | FI5 (1 Wo.)FI | — |             |
| 2004 | Lost Boys Devils          | FI1 (17 Wo.)FI | DE77 (8 Wo.)DE |             |
| 2004 | Devils                    | FI2 (6 Wo.)FI | — |             |
| 2005 | Feel Berlin Devils        | FI5 (3 Wo.)FI | — |             |
| 2005 | Sister of Charity Devils  | FI7 (3 Wo.)FI | — |             |
| 2007 | Perfect Skin Angels       | FI1 (6 Wo.)FI | — |             |
| 2007 | Never Say Die Angels      | FI11 (5 Wo.)FI | — |             |

Weitere Singles
- 1990: Sugarman
- 1991: Barbarella
- 1992: Juicy Lucy
- 1992: High Times – Low Life …
- 1993: Music for Tattooed Ladies & Motorcycle Mamas Vol. 1
- 1994: Deuce
- 1994: Never Too Loud!!!
- 1995: Velvet Touch
- 1997: Call Me
- 2007: Rocker
- 2007: Wrap Your Troubles in Dreams / Stigmata (Gothic Mix)
- 2007: Ghost
- 2009: Dead Girls Are Easy
- 2009: Dead n’ Gone
- 2010: Kiss Me Undead
- 2010: We Own the Night
- 2012: Red
- 2012: Borderline
- 2013: Tonight
- 2013: Lost Without Love
- 2013: Rosary Blue
- 2013: Love Runs Away
- 2016: Jet Fighter Plane
- 2016: Jerusalem
- 2017: Christmas in New York City
- 2019: 27 & Done
- 2019: Cheyenna
- 2019: Black Orchid
- 2019: Two Horns Up
- 2022: Drive